# UFC 179
UFC 179: Aldo vs. Mendes 2 fue un evento de artes marciales mixtas celebrado por Ultimate Fighting Championship el 25 de octubre de 2014 en el Ginásio do Maracanãzinho en Río de Janeiro, Brasil.

## Historia
El evento estuvo encabezado por la revancha del Campeonato de Peso Pluma entre el actual campeón José Aldo y el contendiente Chad Mendes. Su primer combate en UFC 142, también celebrado en Río de Janeiro, terminó con un sorprendente KO a favor de Aldo en la primera ronda.
Jeremy Stephens estaba vinculado en una posible pelea con Lucas Martins en el evento. Sin embargo, el gerente de Stephens indicó poco después de que se anunciara la pelea que no tenían ninguna intención de aceptarla. Martins desde entonces ha sido programado para enfrentarse a Darren Elkins en su lugar.
Se esperaba que Beneil Dariush se enfrentara a Alan Patrick en este evento. Sin embargo, Patrick se vio obligado a retirarse debido a una fractura de mandíbula que recibió durante el entrenamiento. Dariush se enfrentó a Carlos Diego Ferreira.
Fabrício Camões fue originalmente programado para enfrentarse a Josh Shockley en el evento. Sin embargo, Shockley se retiró alegando una lesión y fue reemplazado por Tony Martin.

## Resultados
1. ↑  Por el Campeonato de Peso Pluma de UFC.

## Premios extra
Cada peleador recibió un bono de $50,000.
- Pelea de la Noche: José Aldo vs. Chad Mendes
- Actuación de la Noche: Fábio Maldonado y Gilbert Burns